# Polydrusini
Tribu
Les Polydrusini forment une tribu de coléoptères de la famille des Curculionidae et de la sous-famille des Entiminae.

## Genres
- Auchmeresthes Kraatz, 1862
- Homapterus Fairmaire, 1857
- Liophloeus Germar, 1824
- Metadrosus Schilsky, 1910
- Pachyrhinus Schönherr, 1823
- Polydrusus Germar, 1817